# CDMA 1X
CDMA 1X（シーディーエムエー ワン（イチ）エックス）は、auブランドを展開するKDDIおよび沖縄セルラー電話の日本国内向け第3世代移動通信システム（3G）のサービス。通称1X。
cdmaOneに替わる後継のサービスとして当時失速していたauが復調する契機となった。その後、2003年（平成15年）11月28日からは当サービスの上位サービスにあたる3.5GのCDMA 1X WINが順次開始された。
2012年7月22日には「CDMA 1X WIN」への移行に伴い、「CDMA 1X」のサービスを終了した。
2018年（平成30年）4月現在における音声端末向けの各種サービスは既に終了しているものの、現行機種に限定した場合では一部の業務用通信モジュールとau 4G LTE/au VoLTE/au 3G対応個人向けフィーチャーフォンのGRATINA 4G KYF34のみ、例外的に対応している。

## 概要
当初は2001年秋に三大都市圏での開始が予定されており、GPSナビゲーション、動画ダウンロードなどの「次世代サービス」に対応した端末が開発されていた。しかしインフラ側の開発遅延を理由に立ち上げが延期されたため、先の端末はcdmaOneネットワーク用に変更された状態で投入され、1Xサービスと端末供給の開始は半年延期された。
音声通信、およびデータ通信共にCDMA2000 1xMCを採用する。この方式は従来からauが展開していたcdmaOneに対する上位互換性を持っており、端末はcdmaOneの基地局との接続ができる。この場合の通信速度はcdmaOne同等の下り64kbpsが上限となるが、CDMA2000に完全対応させる設備改修も容易である。このため、cdmaOneとCDMA 1Xを合わせたサービスエリアは開始当初から島嶼を除くと人口カバー率で100%であり、完全な新方式特有の問題に悩まされていたNTTドコモのFOMAとは異なり順調に利用者が増加した。当時auは加入者数の伸び悩みに苦しんでおり、前月には総契約者数でJ-フォン（現・ソフトバンク）に追い抜かれていたが、1Xの成功で4月には再び逆転し、以後はNTTドコモに次ぐ2位を堅持している。
一方、CDMA 1X開始と同時期に鳴り物入りで開始されたezmovie（現・EZムービー）、eznavigation（現・EZナビ）、拡張版ezplus（現・EZアプリ (Java)）、およびWAP 2.0版EZwebの各次世代サービスについては目論見ほどのヒットにつながっておらず、これは写メールという大ヒットサービスでシェアを伸ばしていたJ-フォンと対照的だった。しかし、2002年秋には端末内蔵カメラで撮影した写真・動画のメール添付が行える「フォトメール」・「ムービーメール」、ボーカル入りの着信音をダウンロードできる「着うた」、2003年春には国内初のBREWプラットフォームによるアプリケーション「EZアプリ(BREW)」、2003年秋には強化版ナビゲーションサービス「EZナビウォーク」など訴求力のあるサービスを相次いで開始し、利用者増加の原動力となった。また、外部のプロダクトデザイナーによるデザインを売りにしたau design project（のちのiida）など新しい試みも行っていた。

## 新規受付終了
2003年11月には上位サービスのCDMA 1X WINが開始された。当初は端末・サービスの対応不足などから特殊ニーズ向けに位置付けられていたが、2004年夏ごろからはCDMA 1Xに替わり主力サービスとして展開されている。2005年からはCDMA 1X向けの新サービスや高機能端末の投入が減少し、ニッチ市場向けの製品が増えた。その例には、「ジュニアケータイ」シリーズに見られる児童向け、「Sweets」シリーズに見られる女子児童向け、「簡単ケータイ」シリーズに見られる携帯初心者向けおよび高齢者向けなどがある。さらに2008年2月以降、KCP+対応機種の順次投入により従来のEV-DO Rel.0に対応したCDMA 1X WIN端末のベーシック化がこれまで以上に進行し、よりベーシックな既存のCDMA 1X端末は児童向け、高齢者向けがより顕著になった。2008年の夏モデルより「簡単ケータイシリーズ」がCDMA 1X WINシリーズに再び編入され（例・W62PT）、さらに2009年の春モデルより「ジュニアケータイシリーズ」がCDMA 1X WINシリーズに編入された（例・安心ジュニアケータイ K001、安心ジュニアケータイ mamorino等）ため、既存のCDMA 1Xシリーズは新規開発が終了した。これは、1xEV-DOシリーズを除く米クアルコム製CDMA 1X用（CDMA2000/CDMA2000 1x用）チップセットの供給が打ち切られたという点が理由と推測される。
既存のCDMA 1X対応の「簡単ケータイ」シリーズは2008年3月31日でサービスを終了した旧ツーカーユーザーの受け皿にもなっていた。CDMA 1Xシリーズで最後に開発された端末は2007年11月発売・2009年5月販売終了のA5529Tであり、CDMA 1Xシリーズで最後に発売された端末は2008年2月に追加色として発売された端末であるA5525SAの「ソラソーラ」および「ピチピーチ」で2009年4月に販売終了した。

## 800MHz帯の再編に伴う携帯電話（音声）サービスの終焉
A5515Kを除くCDMA 1XシリーズはcdmaOneシリーズや一部の2006年夏モデル（例：W42K・W43T・W33SA II等）までのCDMA 1X WINシリーズ同様、在来のL800MHz帯（CDMA Band-Class 3）専用であり、2GHz帯（CDMA Band-Class 6）およびN800MHz帯（CDMA Band-Class 0）に対応していない。在来のauのL800MHz帯サービスの利用期限は再編完了の2012年7月22日を以って終了となった。なおA5515Kは機種本体は在来の800MHz帯に加えて2GHz帯にも対応しているが、KDDIは他のCDMA 1X機種同様に在来800MHz帯サービスの利用期限とともにサービス終了する方針である。
CDMA 1Xの新規契約者が減少していることを理由に、2009年8月9日で「CDMA 1X 通信モジュールサービス」および「CDMAぷりペイド」サービスを除く「CDMA 1X 音声通話サービス」の新規受付と、CDMA 1X WINからの機種変更を終了した。
なお、2009年6月の時点で、新品で入手可能なCDMA 1X対応携帯電話はA1407PTの1機種のみで、同年7月を以てCDMA 1X対応携帯電話は全て販売終了となった。

## 呼称
2002年のサービス開始当初は先行するFOMAに見られた買い控えを避けるため「次世代」をあえて積極アピールしていなかったのが特徴的で、カタログ等でも従来の通信方式名である「cdmaOne」をそのままブランド名として使用していた。
一般ユーザー向けに発信された情報で「CDMA2000 1x」の名が大きく扱われたのは2002年9月の総合カタログが初で、サービス開始からは半年近くが経過していた。その後冬頃からは「CDMA2000●1X」という表記が半ばブランド名として扱われるようになり、後には「CDMA●1X」と短縮化された。現在の「CDMA 1X」に落ち着いたのは、上位サービスのCDMA 1X WIN発表直前である。

## 端末

### 概要
CDMA 1X端末は当初、A1000番台・A3000番台の2シリーズ体制で登場した。A1000番台が「次世代サービス」に対応しないシンプルなEZweb@mail端末であるのに対し、A3000番台は「GPSケータイ」と呼称され、EZwebmulti、EZアプリ (Java)（当時はezplus）、EZナビ（当時はeznavigation）に対応する高機能端末だった。また、cdmaOne末期同様にさらに上位のA5000番台も計画されており、これはA3000番台の機能に加えてEZムービー（当時はezmovie）の再生にも対応する「ムービーケータイ」だった。ただしA5000番台は実際の発表・投入には至っていない。
既存のマイナーチェンジ機種を除く2002年秋以降に投入された端末より原則的に全機種にカメラを内蔵している。それまでauはカメラ需要を外付けカメラ「パシャパ」シリーズで対応しており、J-フォン（現・ソフトバンクモバイル）が積極展開する内蔵カメラには否定的な見方を示していた。しかし、春モデルとして実験的に投入された初のカメラ内蔵端末「A3012CA」が大きな人気を集め、一方でEZナビ、EZムービーといった主力新サービスが不調なことから方針を転換した。さらに、動画送受信サービス「ムービーメール」を積極展開するようになった。
ムービーメール、および同年冬に開始された「着うた」サービスはいずれもEZムービーの仕組みの応用のため、その後の端末ではほぼ全機種がEZムービーに対応した。このためムービー再生機能の有る端末を最上位に位置付けていた従来の型番ルールを変更し、以後はA5400・A5300番台をハイエンド、A1400・A1300番台をローエンドとする2シリーズ体制に切り替えた。
2003年にはハイエンド端末向けにEZナビ系の高機能サービス「EZナビウォーク」が開始され、対応端末にはA5500番台が割り振られた。同時期にはau design project第一弾の「INFOBAR」が登場し、以後はカタログに型番が表記されない端末が増加したが、これらは内部的にはA5300・A5500番台の型番を持っており、機能もそれに準じる。2005年には、ツーカーからのMNPを想定した通話専用端末「A101K（簡単ケータイS）」が投入された。
MNP開始以降、新機能の追加は1X WINシリーズのみ（2008年春モデル以降は、1X WINシリーズの中でもKCP+対応機種が中心）で行われているため、型番がA5500番台及びA1400番台から繰り上がることがなくなった。さらに2009年8月でサービスの新規受け付け停止が決定し、型番はA5500番台は5529で、A1400番台は1407で終了した。
|               | 通話 | メール | 内蔵カメラ | EZweb  | EZムービー | EZ「着うた」 | EZアプリ                       | EZナビウォーク・EZナビ |
| ------------- | ---- | ------ | ---------- | ------ | ---------- | ------------ | ------------------------------ | ---------------------- |
| A101K         | ○    | ×      | ×          | ×      | ×          | ×            | ×                              | ×                      |
| A101xシリーズ | ○    | ○      | △          | WAP1.0 | ×          | ×            | ×                              | ×                      |
| A1101S        | ○    | ○      | ×          | WAP2.0 | ×          | ×            | ×                              | ×                      |
| A130xシリーズ | ○    | ○      | ○          | WAP2.0 | △          | ○            | 一部BREW対応                   | ×                      |
| A140xシリーズ | ○    | ○      | ○          | WAP2.0 | ○          | ○            | 一部BREW対応                   | ×                      |
| A301xシリーズ | ○    | ○      | △          | WAP2.0 | ×          | ×            | Java対応                       | EZナビのみ対応         |
| A530xシリーズ | ○    | ○      | ○          | WAP2.0 | ○          | △            | BREW/Java混在                  | EZナビのみ対応         |
| A540xシリーズ | ○    | ○      | ○          | WAP2.0 | ○          | ○            | BREW/Java混在                  | EZナビのみ対応         |
| A55xxシリーズ | ○    | ○      | ○          | WAP2.0 | ○          | ○            | BREW対応 （一部BREW3.1に対応） | EZナビウォーク対応     |

## 年表
- 2001年（平成13年）12月、cdmaOneで「次世代サービス」開始。
- 2002年（平成14年）4月1日、CDMA2000 1X（当時）サービス開始。
- 2002年6月23日、契約数100万突破。
- 2002年12月3日、着うたサービス開始。
- 2003年（平成15年）1月16日、契約数500万突破。
- 2003年2月、初のBREW対応端末「A5304T」発売。
- 2003年7月1日、サービス名をCDMA2000 1XからCDMA 1Xに改称。ezplus、BREWのサービス名を「EZアプリ」に統合。また、eznavigationは「EZナビ」に、ezmovieは「EZムービー」に、着うたは「EZ『着うた』」に変更。
- 2003年10月、EZナビウォークサービス開始。INFOBAR発売。
- 2003年9月16日、契約数1000万突破。
- 2003年11月28日、上位サービスのCDMA 1X WIN開始。
- 2005年（平成17年）11月13日、CDMA 1X WINとの合計契約数が2000万突破。
- 2009年（平成21年）8月9日、新規契約者の減少を理由にCDMA 1Xサービスの新規受付を終了。
- 2012年（平成24年）7月22日、KDDI、および沖縄セルラー電話、L800MHz帯（CDMA Band-Class 3／JTACS）によるCDMA 1Xサービスが終了（ただし、一部の通信モジュールを除く）。同サービス開始から10年3ヶ月の歴史に一旦幕を下ろす事となった[1]。
- 2012年11月2日、CDMA 1X WINと統合されサービス名を「au 3G」に改称。
- 2013年（平成25年）12月14日、GPS搭載携帯型M2M端末「あんしんGPS KYS11」の発売に併せ、N800MHz帯専用による同サービスが開始。事実上、特定の端末に限られるものの、1年5か月ぶりに個人向けの同サービスが一時的に復活した。